# 알함브라 궁전의 추억
《알함브라 궁전의 추억》(스페인어: Recuerdos de la Alhambra 레쿠에르도스 데 라 알람브라[*])은 스페인의 작곡가이자 기타 연주자인 프란시스코 타레가가 1896년에 말라가에서 작곡한 클래식 기타 연주곡이다. 프란시스코 타레가가 스페인 그라나다에 위치한 알람브라 궁전과 요새에서 영감을 받아 작곡한 기타 연주곡으로서 클래식 기타의 중요한 기술인 트레몰로의 사용을 기반으로 한다.

## 구성
《알함브라 궁전의 추억》은 도전적인 기타 트레몰로를 표현하고 있는데 약손가락, 가운뎃손가락, 집게손가락이 빠른 속도로 기타의 현을 튕기는 과정을 통해 하나의 화음을 연속해서 연주하면서 연이은 멜로디를 연출한다. 특히 엄지손가락은 아르페지오 패턴 반주를 동시에 연주한다. 이 작품은 A섹션, B섹션으로 나뉘어 있는데 A섹션은 가단조이고 B섹션은 같은으뜸음조를 띠는 가장조이다.

## 대중문화에서의 인용
- 르네 클레망 감독의 영화 《금지된 장난》(나르시소 예페스가 편곡을 담당함), 롤랑 조페 감독의 영화 《킬링필드》(마이크 올드필드가 작곡한 노래 《Étude》에 사용됨)의 사운드트랙에 사용되었다.
- 비디오 게임 《시드 마이어의 문명 VI》에서는 스페인의 펠리페 2세 국왕의 테마곡으로도 사용되었다.
- 2018년에는 대한민국의 tvN에서 스페인 그라나다를 배경으로 한 드라마 《알함브라 궁전의 추억》이 방영되었는데 보니따 호스텔 주인이자 전직 기타리스트인 정희주 역할을 맡은 배우 박신혜가 이 노래를 연주하는 장면이 등장하기도 했다.